# Triumvirate
 (avril 2012).
Si vous disposez d'ouvrages ou d'articles de référence ou si vous connaissez des sites web de qualité traitant du thème abordé ici, merci de compléter l'article en donnant les références utiles à sa vérifiabilité et en les liant à la section « Notes et références ».
Albums de Mike Bloomfield, John Paul Hammond and Dr. John
My Labors
(1969) If You Love These Blues, Play 'Em As You Please
(1976)
Triumvirate, paru en 1973, est un album enregistré en studio par Mike Bloomfield, John Paul Hammond et Dr. John.

## L'album
Mike Bloomfield, John Paul Hammond et Dr. John étaient trois musiciens de blues blancs reconnus et qui s'appréciaient, il était tentant de les réunir pour enregistrer un disque.
Les deux premières semaines de répétitions furent décevantes, fin février Dr. John revenait de Los Angeles avec un nouveau batteur Fred Staehle avec qui il avait joué à la Nouvelle Orléans et un bassiste de studio Chris Etheridge. L'alchimie fonctionne alors les musiciens produisant par l'écoute et l'émulation, un résultat au-delà de leur possibilités de départ. Cette qualité d'écoute, trop rare dans les groupes, fait de ces trois pointures un vrai triumvirat.

## Les musiciens
Mike Bloomfield : guitare

John Paul Hammond : voix, guitare, harmonica

Dr. John : Piano, orgue, guitare, banjo et percussions

Chris Etheridge : basse

Fred Staehle : batterie

Thomas Jefferson Kaye : guitare

Richard Mitchell : trompette

George Behannon : trombone

James Gordon : saxophone bariton

Jerome Jumonville : saxophone alto et tenor

Robbie Montgomery, Jessie Smith, Lorraine Rebennack et Thomas Jefferson Kaye : voix

## Les titres
| 1.    | Cha Dooky Doo (M. Vince)                                                 | 3:40 |
| 2.    | Last Night (W. Jacobs)                                                   | 2:55 |
| 3.    | I Yi Yi (L. Rebennack)                                                   | 3:41 |
| 4.    | Just To Be With You (B. Roth)                                            | 4:05 |
| 5.    | Baby Let Me Kiss You (K. Floyd)                                          | 2:58 |
| 6.    | Sho Bout To Drive Me Wild (M. Rebennack, J. Hill, A. Robinson, K. Floyd) | 3:31 |
| 7.    | It Hurts Me Too (M. London)                                              | 3:47 |
| 8.    | Rock Me Baby (J.Josea, B.B. King)                                        | 3:40 |
| 9.    | Ground Hog Blues (J.L. Hooker)                                           | 3:31 |
| 10.   | Pretty Thing (W. Dixon)                                                  | 4:36 |
| 36:27 |                                                                          |      |

## Informations sur le contenu de l'album
- John Bourdereaux et Bernie Parks jouent des percussions.